# ノヴァ・グラディシュカ
ノヴァ・グラディシュカ（クロアチア語:Nova Gradiška）は、クロアチア、スラヴォニア地方のブロド＝ポサヴィナ郡に属する町、およびそれを中心とした基礎自治体である。ボスニア・ヘルツェゴビナとの国境に近い。
ノヴァ・グラディシュカは「新しいグラディシュカ」を意味しており、近接する町で「古いグラディシュカ」を意味するスタラ・グラディシュカと対になっている。

## 歴史
ノヴァ・グラディシュカはしばしば「最も若い町」と称される。
ノヴァ・グラディシュカの町は1748年に築かれた。この場所は、当時オスマン帝国の支配下にあったボスニア・ヘルツェゴビナに隣接しており、オーストリア・ハンガリーをオスマン帝国から守るために設けられた軍政国境地帯の一部であった。当初はドイツ語でフリードリヒスドルフ（Friedrichsdorf）と呼ばれた。1754年に町で最初の建造物としてカトリック教会の聖テレサ聖堂が建てられ、スラヴォニア地方でも重要なバロック様式の建造物となっている。町の中核は18世紀に建てられたこの聖テレサ聖堂と古い裁判所、刑務所から成り立っている。

## 交通
ザグレブとベオグラードとを結ぶクロアチアの鉄道網の基幹を成す路線が、町の近くを走っており、旅客列車の本数も多い。高速道路のA3号線（A3）も近くを通っている。この鉄道路線と高速道路は共に汎ヨーロッパ回廊X（Pan European corridor X）の一部となっている。町の中心や郊外を結ぶバス交通も発達している。ポジェガ（Požega）や、町から数キロメートルのところにあるボスニア・ヘルツェゴビナとの国境とも直接結ばれている。

## 産業
ユーゴスラビア紛争前は金属精錬などの産業が発展していたが、紛争によってその多くが失われ、産業は衰退した。小規模な繊維産業や醸造所があるが、大規模な産業団地を造成する計画が始まっている。

## ゆかりの人物
- ミラン・ラパイッチ - サッカー選手。同市出身
- トシェ・プロエスキ - マケドニアの歌手。同市近くの高速道路上で事故死した。遺体はマケドニア共和国軍のヘリコプターによって祖国に帰還した。